# Spojené státy americké na Zimních olympijských hrách 1976
Spojené státy americké na Zimních olympijských hrách 1976 reprezentovalo 106 sportovců (76 mužů a 30 žen) v 10 sportech.

## Medailisté
| Medaile | Jméno                            | Sport           | Disciplína       |
| ------- | -------------------------------- | --------------- | ---------------- |
| Zlato   | Dorothy Hamillová                | Krasobruslení   | Ženy jednotlivci |
| Zlato   | Peter Mueller                    | Rychlobruslení  | Muži 1 000 m     |
| Zlato   | Sheila Youngová                  | Rychlobruslení  | Ženy 500 m       |
| Stříbro | Bill Koch                        | Běh na lyžích   | Muži 30 km       |
| Stříbro | Leah Poulosová                   | Rychlobruslení  | Ženy 1 000 m     |
| Stříbro | Sheila Youngová                  | Rychlobruslení  | Ženy 1 500 m     |
| Bronz   | Cindy Nelson                     | Alpské lyžování | Ženy sjezd       |
| Bronz   | James Millns Colleen O'Connorová | Krasobruslení   | Taneční páry     |
| Bronz   | Dan Immerfall                    | Rychlobruslení  | Muži 500 m       |
| Bronz   | Sheila Youngová                  | Rychlobruslení  | Ženy 1 000 m     |